# Чобисхеви
Чобисхеви (груз. ჭობისხევი) — село в Грузии, на территории Боржомского муниципалитета края (мхаре) Самцхе-Джавахети.

## География
Село находится на юге центральной части Грузии, на правом берегу Куры, вблизи места впадения в неё реки Чобисхеви, на расстоянии 7 километров (по прямой) к юго-западу от города Боржоми, административного центра муниципалитета. Абсолютная высота — 946 метров над уровнем моря.

## Население
По результатам официальной переписи населения 2014 года, в Чобисхеви проживало 745 человек (379 мужчин и 366 женщин). В национальной структуре населения грузины составляли 96,9 %, армяне — 1,1 %, русские — 0,8 %, абхазы — 0,1 %.
| Год  | Население, человек |
| ---- | ------------------ |
| 2002 | 857                |
| 2014 | ↘ 745              |